# Elizabeth Lemley
Elizabeth Lemley (22 januari 2006) is een Amerikaanse freestyleskiester.

## Carrière
Bij haar wereldbekerdebuut, in februari 2022 in Mont-Tremblant (Canada), eindigde Lemley direct op de vierde plaats. Op 11 december 2022 boekte de Amerikaanse in Idre Fjäll (Zweden) haar eerste wereldbekerzege.

## Resultaten

### Wereldbeker
Eindklasseringen
| Seizoen   | Algm | MO | DM  |
| --------- | ---- | -- | --- |
| 2021/2022 | 10e  | 9e | 16e |

Wereldbekerzeges
| Datum            | Plaats     | Onderdeel   |
| ---------------- | ---------- | ----------- |
| 11 december 2022 | Idre Fjäll | Dual Moguls |